# Павловка (Волынская область)
Па́вловка (укр. Павлівка) — село во Владимирском районе Волынской области Украины. Административный центр Павловской сельской общины.
Код КОАТУУ — 0721183801. Население по переписи 2001 года составляет 914 человек. Почтовый индекс — 45342. Телефонный код — 3372. Занимает площадь 12,1 км².
Через село протекает река Луга с озером проточного типа и река Стрыпа.

## История
До 1945 года — Порыцк. Родовое поместье графов Чацких.
До 2020 года входило в Иваничевский район.

## Известные уроженцы и жители
- Чацкий, Влодзимеж (1834—1888) — католический кардинал, дипломат Ватикана, поэт, публицист.
- Чацкий, Тадеуш (1765—1813) — польский публицист, историк, общественный и государственный деятель, библиофил.